# Parerga

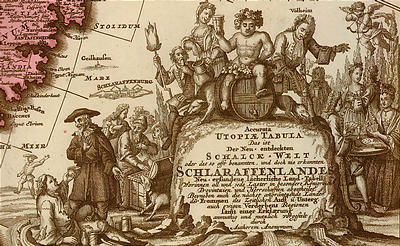
Parergon na starej mapie – ozdobny kartusz

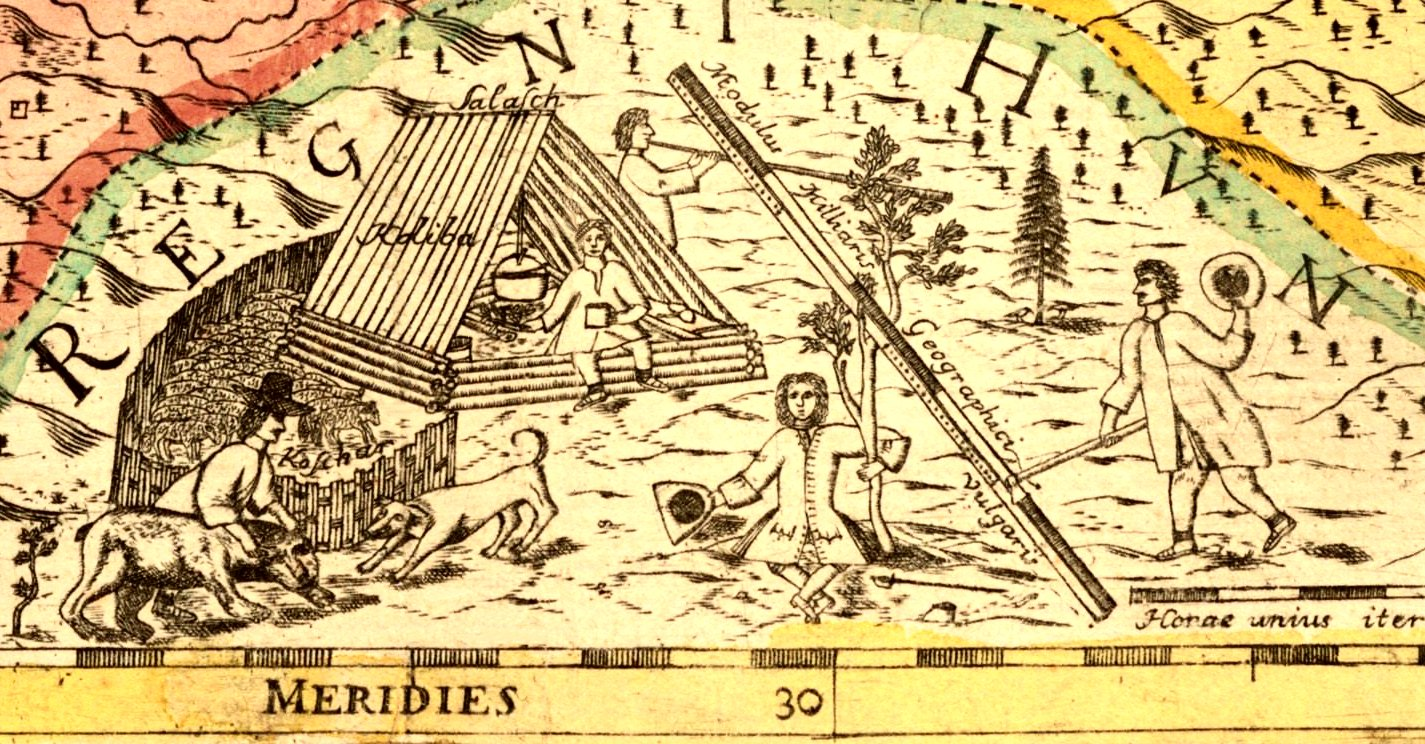
Koliba beskidzka – fragment mapy Nigrinusa

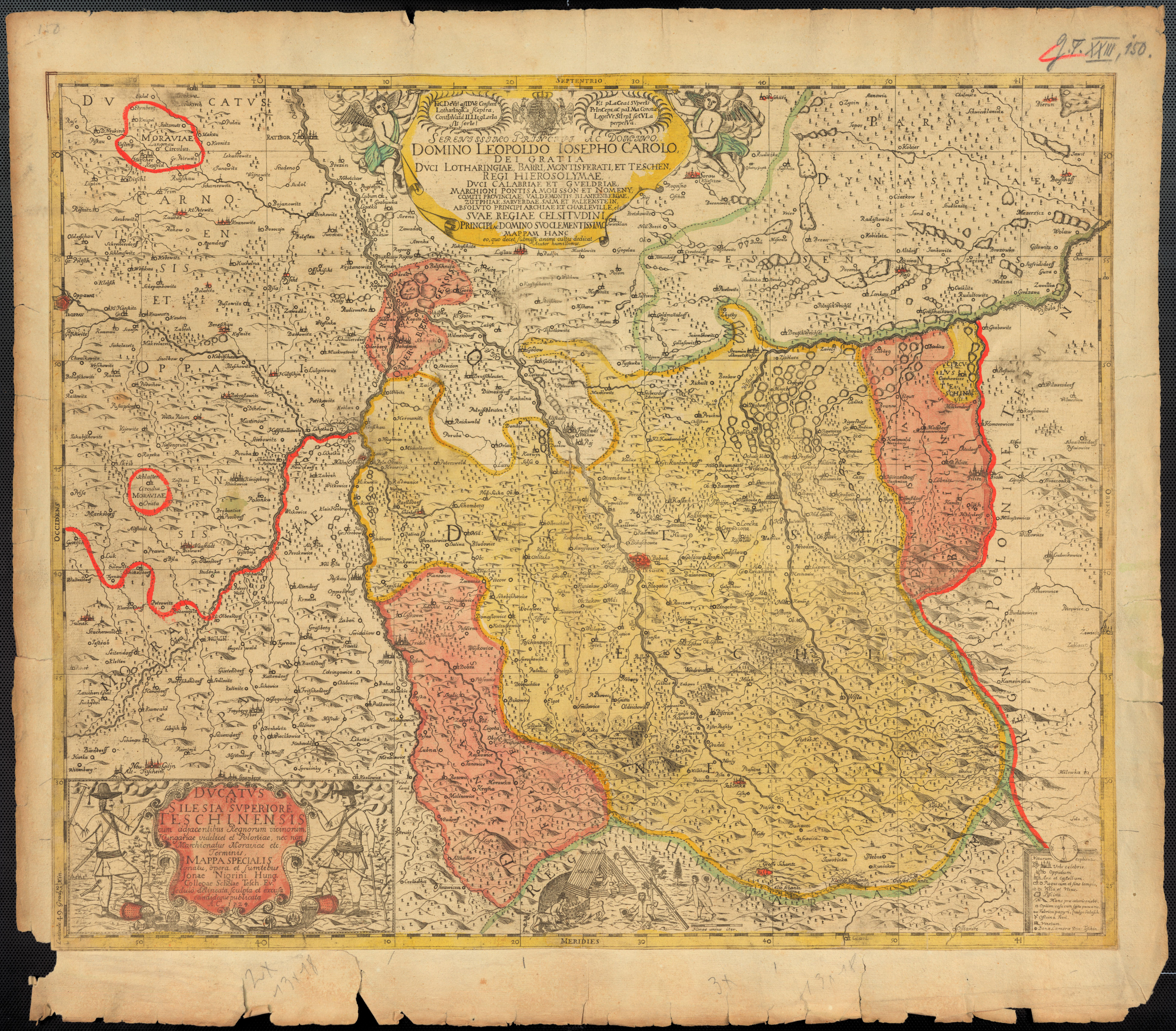
Mapa Nigrinusa z beskidzką kolibą (na dole, pośrodku)

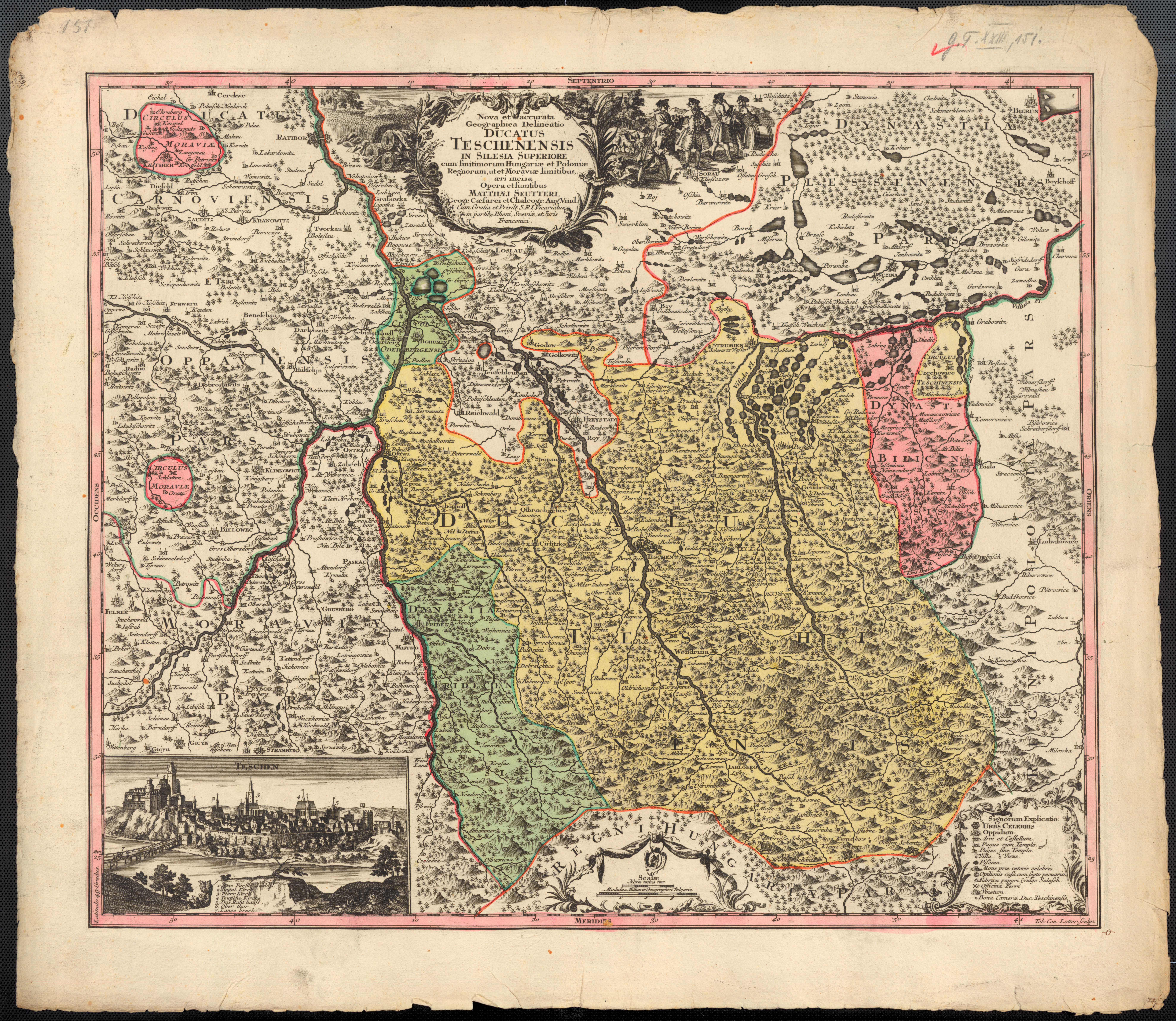
Mapa Seutera

Parerga (liczba mnoga, jako taka częściej występująca, od słowa parergon grec. πάρεργον) – określenie dzieł ubocznych, mało znanych, pozostających poza głównym nurtem twórczej działalności artysty, pisarza, kartografa, itd. Często bywają to dzieła uzupełniające cudzą twórczość lub świadczące o własnych talentach w innej dziedzinie (dziś nazwalibyśmy to wielozawodowością).

## Parerga Nigrinusa
Z przykładem parergi mamy do czynienia w przypadku twórczości Jonasa Nigrinusa. W 1724 roku wydał on w Cieszynie mapę Księstwa Cieszyńskiego i przyległych mu ziem. Nigrinus na mapie przypisał Węgrom tereny sporne z Austrią, co tak oburzyło władze austriackie, że mapę skonfiskowały i zniszczyły, zaś autora zamknięto w więzieniu. Korzystając z jego matrycy, przedruku dokonał Ludwik Andrae, jednak i jego kopię spotkał ten sam los. W 1740 roku Mateusz Seutter wydał w Augsburgu kartograficzne dzieło Nigrinusa. Podpisał je jako własne, chociaż swoje zmiany ograniczył jedynie do pogrubienia kreski, wymiany kartusza i paru charakterystycznych ozdobników mapy Nigrinusa. Mapa aż do XX wieku, nigdy szerzej nie była znana a i o jej węgierskim twórcy mało kto wiedział. 
Wśród kolekcjonerów i znawców folkloru beskidzkiego od dawna były cenione i kolekcjonowane rysunki (miedzioryty) przedstawiające różne obiekty regionalne, między innymi szałas beskidzki (koliba). Fragmenty na brzegach wskazywały, że to fragment jakieś mapy. Rozpatrywano je jednak jako świadectwo beskidzkiego folkloru. Dopiero poznanie autora i całej mapy postawiło sprawę w należytym świetle. Najstarsze rysunki folklorystyczne okazały się parergą trudniącego się kartografią Nigrinusa. W Czechach wszelkie ozdobniki map, niejako automatycznie, określane są  jako parergon (zwykle nie używają słowa parerga).

## Inne zastosowanie słowa parerga
Czasami słowo parerga lub parergon bywa używane jako element tytułu np. Richard Strauss napisał Parergon zur Sinfonia Domestica Op. 73 na fortepian i orkiestrę. Nazwa może też pełnić funkcję pseudonimu lub nazwiska; Sophia Loren w filmie Milionerka grała bohaterkę o imieniu Epifania Parerga. W Berlinie istnieje oficyna wydawnicza o nazwie Parerga. Najczęściej jednak tytuł parerga otrzymują dzieła pośmiertne autora w sytuacji, gdy ten staje się sławny. Wówczas jego życie i twórczość poddawane są wnikliwym badaniom, podczas których odkrywane są nieznane szczegóły dotyczące biografii i działalności twórczej.